# Mielęcino
Mielęcino (kaszb. Mielëcëno) – kolonia w Polsce, położona w województwie pomorskim, w powiecie słupskim, w gminie Kępice. 
Do 2024 r. miejscowość była przysiółkiem wsi Barwino. W latach 1975–1998 przysiółek administracyjnie należał do województwa słupskiego.